# Марк Райдел
Марк Райдел (на английски: Mark Rydell) е американски филмов режисьор, актьор и продуцент. 

## Биография
Роден е на 23 март 1928 г. в Ню Йорк.
Той се жени за актрисата Джоан Линвил през 1962 г. Те имат две деца, Ейми и Кристофър, и двамата актьори. Райдел и Линвил се развеждат през 1973 г. Райдел има и син, Александър, от втория си брак с продуцента на документални филми Естер Райдел. Те се развеждат през 2007 година.

### Кариера
Режисира много филми, номинирани за Оскар, включително „Лисицата“ (1967), „Реките“ (1969), „Каубоите“ (1972), „Пепеляшка свобода“ (1973), „Розата“ (1979), „Реката“ (1984) и „За момчетата“ (1991). Номиниран е за награда „Оскар“ за най-добър режисьор за филма „На златното езеро“ (1981).

## Избрана филмография

### Режисьор
| Година | Филм              | Оригинално заглавие |
| ------ | ----------------- | ------------------- |
| 1972   | Каубоите          | The Cowboys         |
| 1979   | Розата            | The Rose            |
| 1981   | На златното езеро | On Golden Pond      |

### Актьор
| Година | Филм              | Оригинално заглавие | Роля          | Режисьор      |
| ------ | ----------------- | ------------------- | ------------- | ------------- |
| 1973   | Дългото сбогуване | The Long Goodbye    | Марти Огъстин | Робърт Олтмън |
| 2002   | Холивудски финал  | Hollywood Ending    | Ал Хак        | Уди Алън      |